# Робалзотан
Робалзотан (NAD-299, AZD-7371) — селективный антагонист 5-HT1A-рецепторов. Он способен полностью снимать вызываемое ауторецепторами угнетение выброса серотонина, наблюдаемое в начале воздействия СИОЗС, таких, как эсциталопрам, в экспериментах на грызунах. Он исследовался фирмой «Астра Зенека» в качестве потенциального антидепрессанта, но, подобно многим другим 5-HT1A-агонистам и антагонистам, его дальнейшая разработка была прекращена. Позже робалзотан исследовался для других целей, таких, как синдром раздраженного кишечника, но был снова отвергнут.